# Valdemar Nyholm

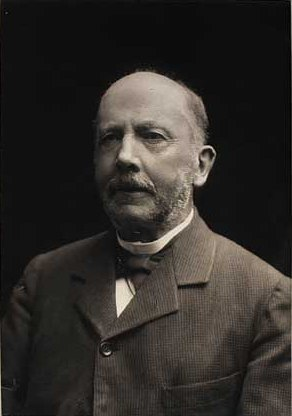
Valdemar Nyholm.

Carthon  Christoffer Valdemar Nyholm, född 30 juni 1829, död 16 maj 1912, var en dansk jurist.
Nyholm blev auditör 1856, assessor i Kriminalretten 1863, i Landsoverretten 1887 och i Højesteret, vars ordförande han var 1907–1909, 1881 . Politiskt intresserad med nationalliberal åskådning, tillhörde Nyholm 1864–1872 och 1884–1887 Folketinget, där han intog en medlande ståndpunkt i tiden politiska stridsfrågor. En frukt av hans politiska författarskap var bland annat den populära handboken Grundtræk af Danmarks Statsforvalting (4:e utgåvan 1893).